# Ruy Blas (opera)
Ruy Blas è un dramma lirico in quattro atti, composto da Filippo Marchetti su libretto di Carlo d'Ormeville dall'omonima tragedia di Victor Hugo, rappresentato per la prima volta al Teatro alla Scala il 3 aprile 1869 con la direzione di Eugenio Terziani.

## Personaggi e interpreti della prima rappresentazione
| Personaggio                |                                                            | Interprete          |
| -------------------------- | ---------------------------------------------------------- | ------------------- |
| donna Maria de Neubourg    | regina di Spagna                                           | Ida Benza           |
| don Sallustio de Bazan     | marchese di Fintas e primo ministro del re                 | Giacomo Rota        |
| don Pedro de Guevarra      | conte di Camporeal e presidente di Castiglia               | Giacomo Radaelli    |
| don Fernando de Cordova    | marchese di Priego e soprintendente generale delle imposte | Luigi Alessandrini  |
| don Guritano               | conte d'Onato e gran maggiordomo                           | Salvatore Cesarò    |
| donna Giovanna de la Cueva | duchessa d'Albuquerque, prima donna d'onore della regina   | Ester Neri          |
| don Manuel Arias           | gran scudiere                                              | Vincenzo Paraboschi |
| Ruy Blas                   | valletto di don Sallustio                                  | Mario Tiberini      |
| Casilda                    | dama d'onore della regina                                  | Carmela Poch        |
| usciere                    |                                                            |                     |

## Trama
Don Sallustio, primo Ministro del re, è esiliato dalla regina di Spagna perché non ha voluto sposare la prima dama, donna Giovanna de la Cueva, che aveva sedotto. Don Sallustio decide di vendicarsi presentando a donna Maria, la regina, il servo Ruy Blas, di lei innamorato. Il servo viene presentato a corte come nobile e la regina lo nomina Duca, ma apprende in seguito da Don Sallustio che è innamorata di un servo. Offesa nell'onore, la regina allontana Ruy Blas, che sfida a duello e uccide il suo padrone. Ruy Blas decide quindi di uccidersi avvelenandosi e ottiene così il perdono della regina.

## Fortuna dell'opera
L'opera fu acquisita dall’editore Lucca e ottenne grande successo in più di cinquanta teatri italiani ed esteri in pochi anni. Alla ripresa al Teatro alla Scala nel 1873 ebbe 21 repliche, un primato superato solo da Aida.  Si inserisce nella tradizione verdiana e presenta precise analogie con Don Carlos e Un Ballo in maschera. Tra i brani più famosi, si ricorda la ballata in stile andaluso di Donna Giovanna “C’era una volta una duchessa”, che riprende la ‘canzone del velo’ del Don Carlos, il duetto amoroso “O dolce voluttà” (Donna Maria, Ruy Blas) e la scena della morte del protagonista. 

## Rappresentazioni
| Data           | Luogo                          | Rappresentazione |
| -------------- | ------------------------------ | ---------------- |
| 03/04/1869     | Milano, Teatro alla Scala      | prima assoluta   |
| autunno 1869   | Firenze, Teatro Pagliano       |                  |
| autunno 1870   | Roma, Teatro Argentina         |                  |
| 29/12/1870     | Trieste, Teatro Comunale       |                  |
| carnevale 1871 | Napoli, Teatro San Carlo       |                  |
| primavera 1871 | Bologna, Teatro Comunale       |                  |
| 10/1871        | Malta, Real Teatro             |                  |
| primavera 1872 | Barletta, Teatro Comunale      |                  |
| autunno 1872   | Casale, Teatro                 |                  |
| autunno 1872   | Roma, Teatro Apollo            |                  |
| 12/1872        | Milano, Teatro alla Scala      |                  |
| [1873]         | Porto, Real Theatro de S. Joao |                  |
| carnevale 1874 | Firenze, Teatro Pagliano       |                  |
| autunno 1874   | Milano, Teatro Castelli        |                  |
| 11/01/1879     | Venezia Teatro la Fenice       |                  |
| 14/04/1879     | Trieste, Politeama Rossetti    |                  |
| 02/1883        | Malta, Real Teatro             |                  |
| 1895           | Novi Ligure, Teatro            |                  |